# June Lloyd, Baroness Lloyd of Highbury
June Kathleen Lloyd, Baroness Lloyd of Highbury, DBE (* 1. Januar 1928 in Gilgit, Kaschmir, damals Britisch-Indien; † 28. Juni 2006 in Aylesbury, Buckinghamshire) war eine britische Pädiaterin und Wissenschaftlerin auf dem Gebiet der Kinderheilkunde. Seit 1996 war sie als Life Peeress formelles Mitglied des House of Lords.

## Leben

### Familie und Ausbildung
June Kathleen Lloyd wurde als Kolonial-Britin in Britisch-Indien geboren. Ihr Vater diente in der Provinz Kaschmir als Major im Royal Indian Army Service Corps. Sie lebte bis 1936 in Kaschmir; die Familie kehrte nach Großbritannien zurück, als Lloyd acht Jahre alt war. Sie besuchte die Royal High School in Bath in der Grafschaft Somerset. Sie war Schülersprecherin an ihrer Schule. Sie studierte Medizin an der University of Bristol. Sie erhielt Auszeichnungen in den Fächern Pathologie, Forensische Medizin, Gesundheitswissenschaften (Public Health) und Chirurgie und wurde mit einer Goldmedaille der University of Bristol ausgezeichnet. 1951 erwarb sie an der University of Bristol den Abschluss als Bachelor of Medicine. 1954 wurde sie Mitglied des Royal College of Physicians. An der University of Durham legte sie 1958 ihr Diplom als Klinische Psychologin (Diploma in Psychological Medicine) ab. 1966 folgte an der University of Bristol der Abschluss als Doktor der Medizin (MD).

### Berufliche Tätigkeit
Ihre praktische Ausbildung absolvierte sie in Bristol und Oxford. Obwohl man ihr riet, das wissenschaftlich und beruflich weitgehend von Männern dominierte Berufsfeld der Kinderheilkunde aufzugeben, und sich stattdessen auf Gesundheitswissenschaften und Allgemeinmedizin zu verlegen, entschied sich Lloyd für eine Facharztausbildung zur Kinderärztin. Diese absolvierte sie zwei Jahre als „Paediatric Registrar“ in Plymouth und Bristol; zwei weitere Jahre Facharztausbildung in Newcastle folgten.
1958 ging sie an die Birmingham University; bis 1965 war sie dort als Wissenschaftliche Mitarbeiterin (Research Fellow) und als Dozentin (Lecturer) für das Fach Pädiatrie tätig. In dieser Zeit entstand ihr wissenschaftliches Interesse an den Ursachen von Adipositas und ihr Interesse für angeborene Stoffwechselkrankheiten, insbesondere auf dem Gebiet des Fettstoffwechsels. Ihr Mentor war Otto Wolff, dessen Wissenschaftliche Assistentin sie wurde; mit ihm und seiner Familie verband sie eine lebenslange Freundschaft. 1964/1965 lehrte und forschte sie an der Washington University. 1965 folgte sie Wolff an das Great Ormond Street Hospital in London; am dem Krankenhaus angeschlossenen Institute of Child Health in der Great Ormond Street, London, wurde sie 1965 Privatdozentin (Senior Lecturer), 1968 dann schließlich Außerordentliche Professorin (Reader).
1975 wurde Lloyd Professorin für Kinderheilkunde (Professor of Child Health) und Leiterin der neu gegründeten Abteilung für Pädiatrie (Department of Paediatrics) an der St George’s Hospital Medical School in London. Sie baute die neue Abteilung für Kinderheilkunde trotz begrenzter Räumlichkeiten – die wissenschaftliche Abteilung war in Portakabins, fünf Meilen vom Klinikkomplex entfernt, untergebracht – zu einem Institut mit hoher Anerkennung aus. Sie arbeitete eng mit Genetikern und Biochemikern zusammen. In den folgenden zehn Jahren bildete Lloyd dort die nachfolgende Generation führender Kinderheilkundler aus.
1985 kehrte sie als „Nuffield Professor of Child Health“ an das Great Ormond Street Hospital zurück. 1992 ging sie in den Ruhestand und gab ihre aktive berufliche Tätigkeit als Ärztin auf. Seit 1992 war sie Emeritus Professor (Emeritus Nuffield professor of child health).

### Weitere Ämter
Sie war von 1988 bis 1991 die erste weibliche Präsidentin der British Paediatric Association. Sie war Vize-Präsidentin (Vice-President) des Royal College of Physicians (1992–1995). Sie hatte entscheidenden Einfluss bei der Überführung der British Paediatric Association in das Royal College of Paediatrics and Child Health. Die fachliche Verantwortung für die Ausbildung und wissenschaftlichen Standards für Pädiatrie lag nunmehr alleine beim Royal College of Paediatrics and Child Health; zuvor lag die Zuständigkeit hierfür beim Royal College of Physicians. Ihre Rolle wurde symbolhaft im Wappen der Royal College of Paediatrics and Child Health dargestellt. Sie wurde als Unterstützerin porträtiert, die den Äskulapstab trägt, jedoch nicht mit der traditionellen Schlange, sondern mit einer Doppelhelix.
Sie war Mitglied in zahlreichen Komitees. Sie war Vorsitzende des Medical Research Council Board on Physiological Systems und Vorsitzende des Wissenschaftsgremiums (Scientific Panel) des National Fund for Research into Crippling Diseases. Lloyd war weiters bei der Nuffield Foundation Vorsitzende (Chairman) der Arbeitsgruppe, die sich mit dem Fach-Thema Positionelle Klonierung befasste (Working Party on Genetic Screening).
1974 wurde sie Mitglied des Verwaltungsgremiums (Council) der Ciba Foundation (jetzt: Novartis); 1988 wurde sie dort Treuhänderin (Trustee) und 1990 Vorsitzende (Chairman).

## Wissenschaftliche Schwerpunkte
Ihre klinischen und wissenschaftlichen Schwerpunkte und Forschungsinteressen lagen auf dem Gebiet des Fettstoffwechsels und angeborene Erkrankungen bei Kindern, einschließlich Stoffwechselerkrankungen, sowie Diabetes mellitus und Fettleibigkeit bei Kindern. Sie wies nach, dass bei Patienten, die an einer Abetalipoproteinämie erkrankt waren, neurologische Schädigungen durch die Verabreichung von Vitamin E verhindert werden konnten.
Lloyd galt als Spezialistin für Stoffwechselerkrankungen bei Kindern; Kinder aus ganz Großbritannien wurden ihr zur Untersuchung vorgestellt. Sie untersuchte Ursachen wie Hypercholesterinämie. Sie veröffentlichte über 100 wissenschaftliche Fachartikel und grundlegende Werke über Fettleibigkeit bei Kindern, Unregelmäßigkeiten bei Lipoproteinen (Serum lipoproteins), Diabetes, Cholesterol, Koronarerkrankungen und Übergewichtigkeit.
Lloyd wurde als eine der führenden Pädiaterinnen ihrer Generation angesehen. Sie galt als Doyenne der britischen Kinderheilkunde.
Sie hielt Vorlesungen und gab Gastvorträge in Australien, Finnland, Frankreich, Deutschland, Sri Lanka und in der Schweiz.

## Mitgliedschaft im House of Lords
Am 19. August 1996 wurde Lloyd zum Life Peer ernannt und wurde Mitglied des House of Lords; sie trug den Titel Baroness Lloyd of Highbury, of Highbury in the London Borough of Islington. Im House of Lords saß sie als Crossbencher. Ihren Sitz im House of Lords nahm sie erst 1998 ein. Ihr Gesundheitszustand ließ eine aktive Rolle Lloyds im House of Lords jedoch nicht zu. Sie gehörte dem House of Lords bis zu ihrem Tod formell an.

## Auszeichnungen
Lloyd erhielt zahlreiche Auszeichnungen und Ehrungen. 1969 wurde sie Fellow des Royal College of Physicians. 1980 wurde sie zum Dame Commander des Order of the British Empire ernannt. 1991 erhielt sie die Ehrendoktorwürde als „Doctor of Science“ (Honorary DSc) der University of Bristol; 1993 folgte die Ehrendoktorwürde der Birmingham University (Honorary DSc).

## Privates
Am 12. September 1996 erlitt Lloyd einen schweren Schlaganfall. Sie hatte an diesem Tag im Rahmen des British Association Science Festivals in Birmingham bei einer Debatte der Ciba Foundation über Alkoholmissbrauch mit dem Titel Alcohol, Friend or Foe? den Vorsitz geführt. Die Veranstaltung wurde daraufhin sofort abgebrochen und Lloyd wurde notärztlich versorgt. Der Schlaganfall hatte für Lloyd gravierende Folgen; sie konnte fortan weder laufen noch sprechen. Lloyd verbrachte nach dem Schlaganfall mehr als ein Jahr im Krankenhaus; danach wurde sie über vier Jahre von Pflegekräften zuhause ununterbrochen betreut. Lloyd empfing Besucher, konnte diese zwar verstehen, konnte ihnen aber nicht mehr antworten. Die letzten vier Jahren ihres Lebens lebte sie in einem Pflegeheim.
Lloyd war unverheiratet. Ihr Bruder, Philip Lloyd, war Commander in der Royal Navy. Sie starb im Alter von 78 Jahren in Aylesbury in der Grafschaft Buckinghamshire in dem Pflegeheim, in dem sie zuletzt auch gelebt hatte.